# Dolomedes neocaledonicus
Espèce
Dolomedes neocaledonicus est une espèce d'araignées aranéomorphes de la famille des Dolomedidae.

## Distribution
Cette espèce est endémique de Nouvelle-Calédonie.

## Description
Le mâle mesure 11 mm et la femelle 16 mm.
Le mâle décrit par Raven et Hebron en 2018 mesure 10,5 mm et la femelle 16,9 mm.

## Systématique et taxinomie
Cette espèce a été décrite par Berland en 1924.

## Étymologie
Son nom d'espèce lui a été donné en référence au lieu de sa découverte, la Nouvelle-Calédonie.

## Publication originale
- Berland, 1924 : « Araignées de la Nouvelle-Calédonie et des iles Loyalty. » Nova Caledonia. Zoologie, vol. 3, p. 159-255 (texte intégral).